# Castello di Veggiola
Das Castello di Veggiola ist eine Burg in Veggiola, einem Ortsteil der Gemeinde Gropparello in der italienischen Emilia-Romagna. Das Gebäude liegt im Rigliotal am orografisch rechten Ufer des gleichnamigen Baches.

## Geschichte
Anfang des 14. Jahrhunderts stellte die Burg, die damals Galluccino Fulgosio gehörte, eine der bedeutendsten Basen für die guelfische Fraktion aus Piacenza im Kampf unter der Führung von Alberto Scotti gegen den Herrn von Mailand, Galeazzo I. Visconti, dar: In dieser Zeit bot die Burg vielen guelfischen Adligen, die aus der Stadt geflohen waren, einen Zufluchtsort, darunter auch Guglielmo Ripaltone, der an zahlreichen nächtlichen Überfällen auf die feindliche Fraktion in Piacenza und auf dem Castello di Montechiaro teilgenommen hatte.
1315 schloss Galluccino einen Teilfrieden mit Galeazzo Visconti. Die Übereinkunft hielt bis 1322, als die Truppen Viscontis unter dem Kommando von Oberto del Cairo, Bernabò Landi und Bernardo Anguissola trotz der Verteidigung von Bardello Fulgosio die Burg angriffen und plünderten. Nach etwa einem Monat wurde die Burg ein zweites Mal von den Streitkräften Viscontis angegriffen.
1385 starb Bianca Fulgosio, der letzte Nachkomme des Hauptzweiges der Familie Fulgosio und Herrin nicht nur des Castello di Veggiola, sondern auch der Festungen von Gropparello, Fiorenzuola und Groppoducale ohne männliche Erben und hinterließ die Burg ihrem Neffen.
1515 weilten auf der Burg spanische Soldaten auf der Flucht aus der Stadt Piacenza nach deren Besetzung durch die Franzosen. Während ihres Aufenthaltes überfielen diese Soldaten mehrmals mit dem Einverständnis der Familie Fulgosio, die ihnen die Burg und andere Güter zur Verfügung gestellt hatten, das Land und die umliegenden Villen, darunter die Güter des Grafen Giacomo Anguissola von Montesanto, einem Feind der Fulgosios.
Ab 1550 wurde das Gebäude vom kaiserlichen Architekten und Bauingenieur Domenico Gianelli da Siena in Auftrag von Gian Francesco della Veggiola umgebaut. 1558 gehörte das Gebäude den Familien Fulgosio della Veggiola, Rubini und Casati. Im September 1563 verkaufte Bernardo della Veggiola den größten Teil des Gebäudes für 36.000 Lire an den Markgrafen Visconti di Brignano. Drei Jahre später wurde Visconti Eigentümer des gesamten Baus, indem er den restlichen Teil von Filippo Rocca kaufte. Nach dem Tod von Francesco Visconti 1572 verkaufte seine Witwe den Komplex an Ludovico Casati.
1630 wurde das Gebäude nach dem Tod des Grafen Ottavio Casati von der herzoglichen Liegenschaftsverwaltung verwaltet, aber die Mutter des Grafen, Barbara Bigoni Montesanti strengte einen Streit an, indem sie forderte, dass die Burg seiner Tochter Ortensia, der Gattin des Grafen Barattieri gewährt werden müsse. Während der Streit noch am Laufen war, wurde der Komplex 1633 den Grafen Paveri Fontana gewährt. Die Gerichtsstreitigkeiten setzten sich bis 1696 fort, als der Graf Carlo Francesco Barattieri die Bestätigung der Investitur seiner Familie in die Burg erhielt. In dieser Zeit wurde das Gebäude auch etlichen Umbauten unterzogen, die ihm das Aussehen einer Adelsresidenz verliehen. Das Fort blieb bis zur ersten Hälfte des 18. Jahrhunderts in Händen der Barattieris aus Veggiola, bis diese mit dem Tod des Grafen Paul ausstarben; ihm folgte als Erbe dessen Neffe Fabio Petrucci nach. Die Nachkommen von Petrucci behielten die Burg bis zur Mitte des 19. Jahrhunderts; dann verkaufte sie Gräfin Bianca Petrucci, die Gemahlin des Markgrafen Emilio Malvezzi Campeggi. Später gehörte die Burg der Familie Ghirardelli, den Herren Gasperini und schließlich dem Rechtsanwalt Vincenzo Cairo, der bedeutende Restaurierungsarbeiten beauftragte.
1969 diente die Burg, zusammen mit anderen Orten in der Provinz Piacenza, darunter auch der Parco Provinciale Monte Moria, als Drehort für den Film Das Wespennest unter der Regie von Phil Karlson und Franco Cirino, in dem unter anderem die Schauspieler Rock Hudson, Giacomo Rossi Stuart und Sergio Fantoni spielten.

## Beschreibung
Die Burg wurde aus Stein erbaut und hat einen rechteckigen Grundriss mit Innenhof. Dorthin zeigt eine Loggia, die in den letzten Jahren des 17. Jahrhunderts errichtet wurde. Der Hauptbaukörper ist von einem Bergfried mit rechteckigem Grundriss und zwei weiteren Baukörpern flankiert. Ursprünglich war er mit einer Umfassungsmauer umgeben, von der man heute noch einige Reste sehen kann. An der Frontfassade fand sich eine Zugbrücke, von der nur noch die Einkerbungen über dem, was einmal das Zugangsportal ins Innere war, erhalten sind.
Im Inneren gibt es Salons mit Kassettendecken. In einem davon ist ein kleiner, offener Kamin eingebaut, der mit dem Wappen der Familie Barattieri verziert ist, ein Symbol, das sich auch im kleinen Oratorium findet, das im Auftrag der Familie 1670 restauriert wurde.